# Джон Хикс
Сър Джон Ричард Хикс (на английски: John Richard Hicks) е един от най-бележитите и влиятелни икономисти на 20 век. Хикс е професор в Оксфордския университет през по-голямата част от живота си и получава Нобелова награда през 1972 г. Той развива известните „compensation“ criteria“ („критерии за компенсация“ или „компенсаторни“ критерии) през 1939 г. с цел сравняването на качеството на живот.
Неговият най-важен принос е модел, основан на теориите на Джон Мейнард Кейнс, който обяснява икономиката като баланс на три стоки: пари, потребление и инвестиции.

## Избрана библиография
- 1932, 2nd ed., 1963. The Theory of Wages. London, Macmillan.
- 1934. „A Reconsideration of the Theory of Value“, with R. G. D. Allen, Economica.
- 1937. „Mr Keynes and the Classics: A Suggested Interpretation“, Econometrica.
- 1939. „The Foundations of Welfare Economics“, Economic Journal.
- 1939, 2nd ed. 1946. Value and Capital. Oxford: Clarendon Press.
- 1940. „The Valuation of Social Income“, Economica, 7:105–24.
- 1941. „The Rehabilitation of Consumers' Surplus“, Review of Economic Studies.
- 1942. The Social Framework: An Introduction to Economics.
- 1950. A Contribution to the Theory of the Trade Cycle, Oxford: Clarendon Press.
- 1956. A Revision of Demand Theory, Oxford: Clarendon.
- 1958. „The Measurement of Real Income“, Oxford Economic Papers.
- 1959. Essays in World Economics, Oxford: Clarendon Press.
- 1961. „Measurement of Capital in Relation to the Measurement of Other Economic Aggregates“, in Lutz and Hague, editors, Theory of Capital.
- 1965. Capital and Growth. Oxford: Clarendon Press.
- 1969. A Theory of Economic History. Oxford: Clarendon Press.
- 1970. „Review of Friedman“, Economic Journal.
- 1973. „The Mainspring of Economic Growth“, Nobel Lectures, Economics 1969–1980, Editor Assar Lindbeck, World Scientific Publishing Co., Singapore, 1992.
- 1973. Autobiography for Nobel Prize
- 1974. „Capital Controversies: Ancient and Modern“, American Economic Review.
- 1975. „What Is Wrong with Monetarism“, Lloyds Bank Review.
- 1976. Economic Perspectives. Oxford: Clarendon Press.
- 1979, „The Formation of an Economist.“ Banca Nazionale del Lavoro Quarterly Review, no. 130 (September 1979): 195–204.
- 1980. „IS-LM: An Explanation“, Journal of Post Keynesian Economics.
- 1981. Wealth and Welfare: Vol I. of Collected Essays in Economic Theory. Oxford: Basil Blackwell.
- 1982. Money, Interest and Wages: Vol. II of Collected Essays in Economic Theory. Oxford: Basil Blackwell.
- 1983. Classics and Moderns: Vol. III of Collected Essays in Economic Theory. Oxford: Basil Blackwell.
- 1989. A Market Theory of Money. Oxford University Press.